# لوبانووه
لوبانووه (به لاتین: Lobanove) یک منطقهٔ مسکونی در اوکراین است که در شبه‌جزیره کریمه واقع شده‌است. لوبانووه ۱٬۴۰۲ نفر جمعیت دارد.